# 第十七世噶瑪巴爭議
第十七世噶瑪巴爭議指的是何人在藏传佛教噶瑪噶舉派的宗教意义下是第十六世噶瑪巴·讓炯日佩多傑的转世灵童的爭議。目前有赤列塔耶多吉和鄔金欽列多傑（又譯伍金赤列多吉）两位喇嘛宣稱擁有這一頭銜。

## 分歧
1981年，第十六世噶瑪巴·讓炯日佩多傑圓寂。第十二世大司徒巴·貝瑪東由寧傑旺波根據十六世噶瑪巴的轉世信函，尋找並認定鄔金欽列多傑為轉世噶瑪巴，隨後同時得到时中華人民共和國政府和流亡的達賴噶厦政府承認，官方給予“鄔金欽列多傑”的稱號。鄔金欽列多傑因此而擁有十六世噶瑪巴的轉世信函。
然而，這項認定不被第十四世夏瑪巴承認。第十四世夏瑪巴认为夏瑪巴与噶玛巴有相互认定的传统，另外派人自行尋找噶瑪巴轉世靈童，并于1994年認定赤列塔耶多吉为第十七世噶瑪巴。

## 争议终结
2018年10月11日，两位噶玛巴在法国进行首次见面，并且分别在各自的官方网站及平台上发布了一份声明。2020年，二人决定共同寻访夏玛巴灵童，以便终结噶瑪噶舉派分裂的局面。